# Mark Zengerle
Mark Zengerle (* 12. Mai 1989 in Rochester, New York) ist ein US-amerikanisch-deutscher Eishockeyspieler, der seit Juli 2025 bei den Krefeld Pinguinen aus der DEL2 unter Vertrag steht und dort auf der Position des Stürmers spielt. Zuvor war Zengerle unter anderem für die Fischtown Pinguins Bremerhaven, Eisbären Berlin, mit denen er zweimal die Deutsche Meisterschaft gewann, Straubing Tigers und Augsburger Panther in der Deutschen Eishockey Liga (DEL) aktiv.

## Karriere

### Juniorenzeit

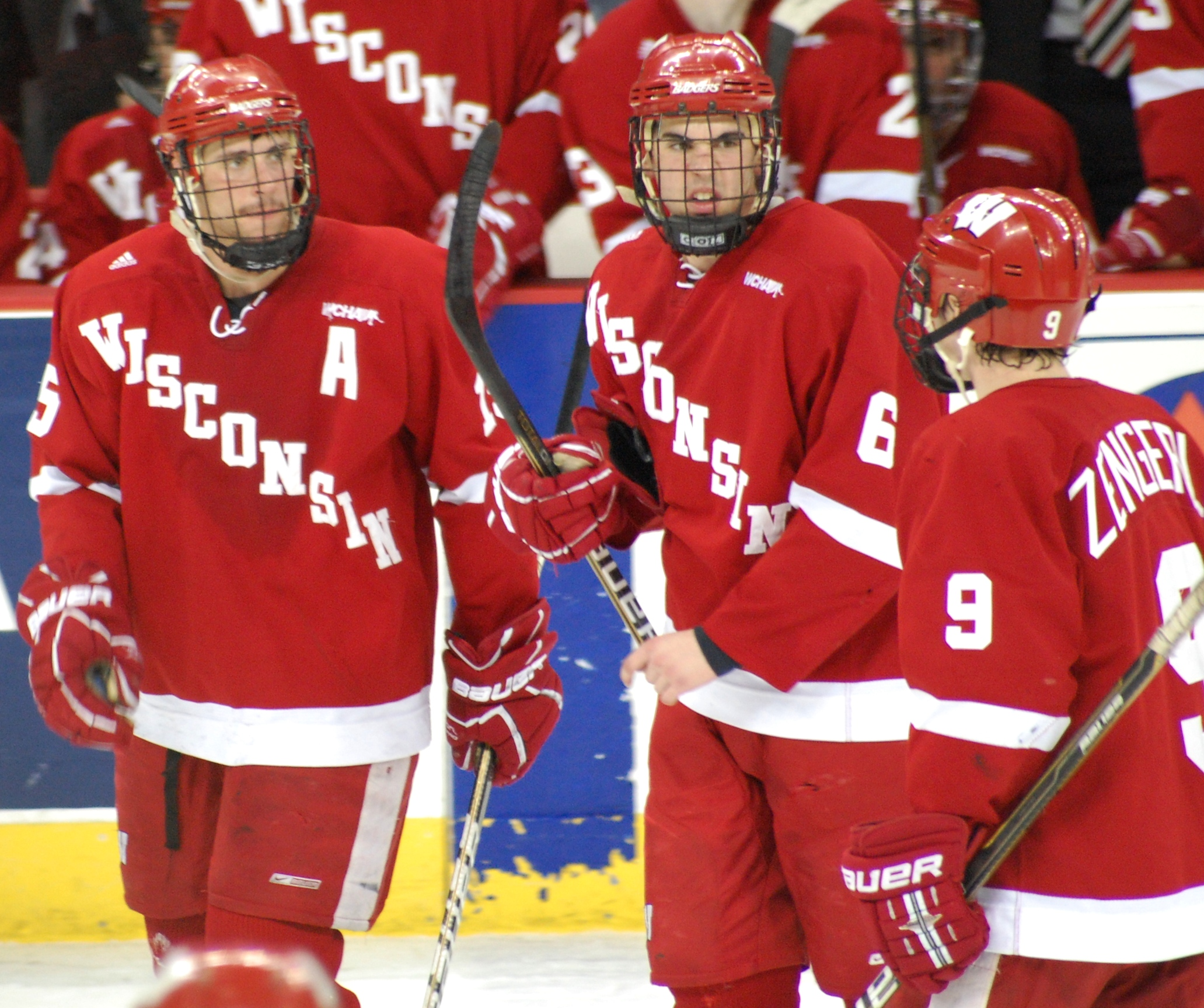
Zengerle (re.), Justin Schultz und Craig Smith (2011)

Seine Karriere begann Zengerle auf einer Highschool in New York. Dort spielte er von 2003 bis 2005 für die Gates-Chilli, ehe er 2005 auf die Northwood School Preperatory wechselt, wo er in einer weiteren Highschool-Liga spielte. Ab dem Sommer 2007 stand er ein Jahr lang für die Syracuse Stars auf dem Eis, von dort aus führte der Weg in die British Columbia Hockey League, wo er zwei Jahre lang für die Salmon Arm Silverbacks spielte. In seiner ersten Saison in der BCHL wurde Mark Zengerle zum wertvollsten Spieler der Saison gewählt, gleichzeitig war er der Spieler mit den meisten Assists, letzteres konnte er auch im kommenden Jahr erneut erreichen. Nach seiner Zeit in Salmon Arm ging Zengerle auf die University of Wisconsin–Madison, neben seinem vierjährigen Studium spielte er dort für die College-Eishockeymannschaft.

### Profibereich
Ab 2014 stand Mark Zengerle drei Jahre lang in der American Hockey League (AHL) auf dem Eis, wo er für die Grand Rapids Griffins und die Lehigh Valley Phantoms aktiv war. In seiner ersten Saison für die Griffins war er der Rookie mit den meisten Assists in den Playoffs. Nach einem kurzen Abstecher in die Svenska Hockeyligan (SHL) zum Linköping HC, ging Mark Zengerle 2017 zurück in die Vereinigten Staaten zu den Milwaukee Admirals.
Seit Oktober 2018 spielte der in Rochester geborene US-amerikanisch-deutsche Eishockeyspieler in Deutschland für die Fischtown Pinguins Bremerhaven. Bei den Pinguins konnte Zengerle auf Anhieb überzeugen, führte die erste Angriffsformation an und wurde mit 52 Punkten (14 Tore) aus 46 Spielen Topscorer seiner Mannschaft. Damit belegte er ligaweit den achten Rang der Scoringliste, war mit 38 Assists der erfolgreichste Vorbereiter der Hauptrunde 2018/19 und beendete die Saison mit seiner Mannschaft auf dem siebten Tabellenplatz. In den Pre-Play-offs schieden die Pinguine gegen die Nürnberg Ice Tigers aus. Nach einer erneuten starken Saison bei den Pinguinen (mit 39 Punkten aus 41 Spielen) unterschrieb er einen Vertrag für die Saison 2020/21 bei den Eisbären Berlin, wo er gleich in seiner ersten Saison Deutscher Meister werden konnte. Zengerle steuerte zu diesem Erfolg in den Playoffs fünf Assists in neun Spielen bei. Ein Jahr später gewann Zengerle mit den Eisbären seinen zweiten deutschen Meistertitel, kam jedoch nur in vier Playoff-Spielen zum Einsatz. Anschließend wechselte er innerhalb der DEL zu den Straubing Tigers. Beim Team aus Niederbayern konnte er in den beiden folgenden Spielzeiten 2022/23 und 2023/24 mit 36 und 38 Punkten an seine Leistungen aus Bremerhaven anknüpfen und erreichte einmal das Viertel- sowie das Halbfinale der jeweiligen Playoffs. Im April 2024 verließ Mark Zengerle das Team aus Straubing und wechselte zum Ligakonkurrenten Augsburger Panther.
Nach insgesamt sieben DEL-Spielzeiten entschied sich der Deutsch-Amerikaner im Sommer 2025 zu einem Wechsel zu den Krefeld Pinguinen in die DEL2.

## Erfolge und Auszeichnungen
| - 2009 BCHL Most Valuable Player - 2013 Broadmoor-Trophy-Gewinn mit der University of Wisconsin–Madison - 2014 Meisterschaft der Big Ten Conference mit der University of Wisconsin–Madison - 2014 B1G All-Star Team | - 2019 Bester Vorlagengeber der DEL-Hauptrunde - 2021 Deutscher Meister mit den Eisbären Berlin - 2022 Deutscher Meister mit den Eisbären Berlin |

## Karrierestatistik

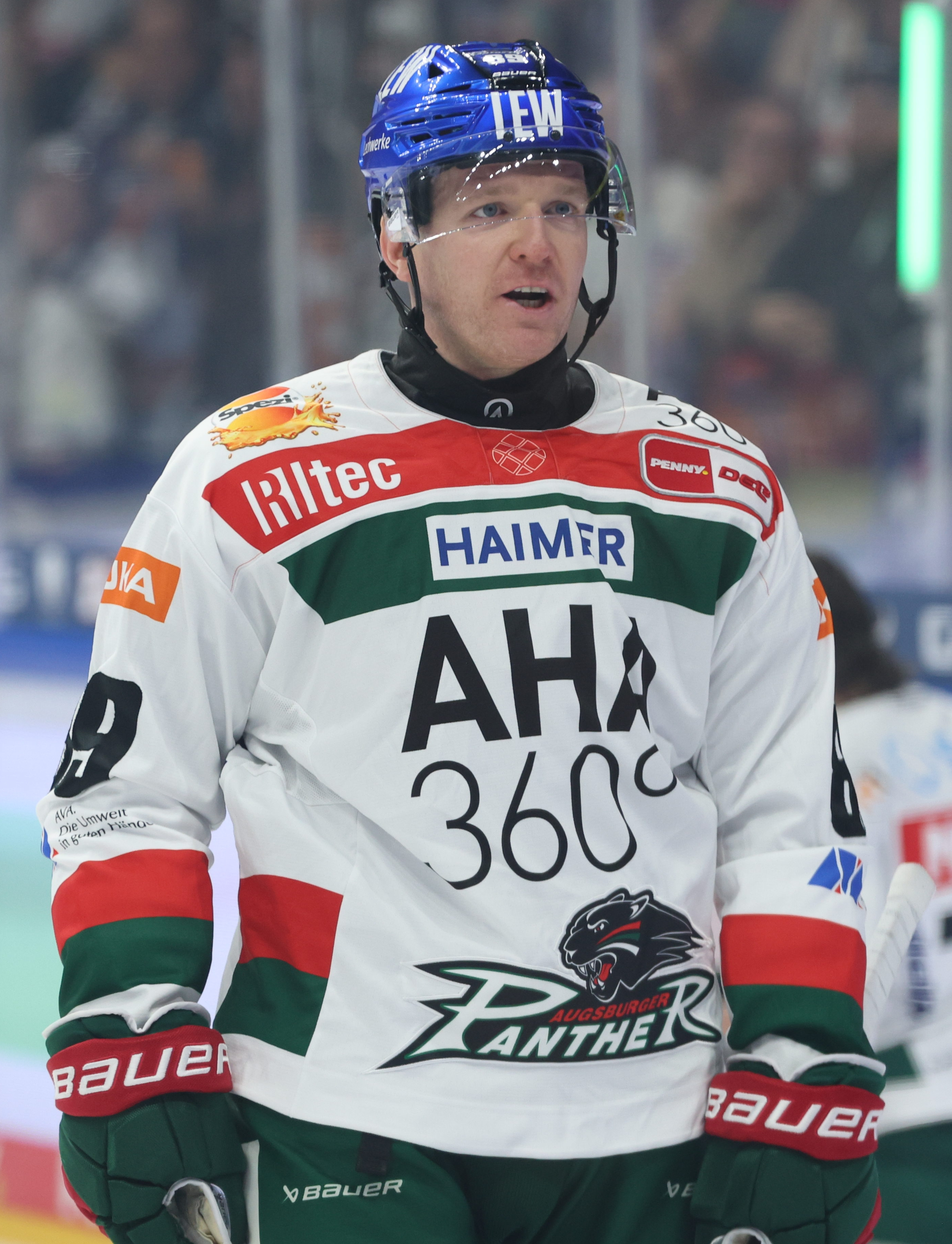
Zengerle im Trikot der Augsburger Panther (2025)

Stand: Ende der Saison 2024/25
(Legende zur Spielerstatistik: Sp oder GP = absolvierte Spiele; T oder G = erzielte Tore; V oder A = erzielte Assists; Pkt oder Pts = erzielte Scorerpunkte; SM oder PIM = erhaltene Strafminuten; +/− = Plus/Minus-Bilanz; PP = erzielte Überzahltore; SH = erzielte Unterzahltore; GW = erzielte Siegtore; 1 Play-downs/Relegation; Kursiv: Statistik nicht vollständig)